# Ioana-Jenica Dumitru
Ioana-Jenica Dumitru (n. 1 august 1970, Călinești, România) este un fost deputat român, ales în 2012 pe listele PP-DD. 
În timpului mandatului a trecut la grupul parlamentar al Partidului Social Democrat, iar în iunie 2016 a fost aleasă primar al orașului Ștefănești. În 2019, Ioana-Jenica Dumitru a fost exclusă din PSD.